# Renault Juvaquatre
Renault Juvaquatre – model kompaktowego samochodu osobowego, produkowanego przez francuską firmę Renault w latach 1937–1953. Dostępny był jako sedan lub kombi, od 1956 wersja kombi otrzymała nazwę Renault Dauphinoise.